# سازهای زهی
سازهای زهی یا زه‌صداها (به انگلیسی: String instrument)، آن رده‌ای از سازها هستند که در آن‌ها صدا از لرزش زه یا تار یا سیم به وجود می‌آید. معمولاً با زخمه زدن یا ضربه زدن یا کشیدن آرشه بر روی این زه‌ها صدای دلخواه از ساز درمی‌آید. سازهای زهی را به صورت‌های مختلف بخش‌بندی نموده‌اند.
زه‌صداها به دو دستهٔ زخمه‌ای و مرکب بخش می‌شوند.
زه‌صداهای زخمه‌ای دسته‌ای از زه‌صداها هستند که در آن‌ها با زخمه زدن با انگشت یا مضراب بر عامل لرزنده، صدا تولید می‌شود.
زه‌صداهای مرکب خانواده‌ای از زه‌صداها است با محملی برای زه‌ها و تشدیدکننده‌ای که جزء جدایی‌ناپذیر ساز است.
در قدیم به آلات موسیقی سیمی و زهی ذوات الاوتار می‌گفته‌اند. ذوات الاوتار دو نوع بوده یکی آن که مثل چنگ و قانون و سنتور برای هر صدایی یکی سیم روی ساز بسته می‌شده و در روی آن رشته‌ها انگشت نمی‌گذارده‌اند. نوع دوم آن‌هایی است که روی رشته‌ها که هر یک را وتر می‌نامیدند، انگشت‌های دست چپ تکیه می‌کرده، مانند عود (ساز)، رباب، تنبور. به اصطلاح دیگر آن‌هایی که نغمهٔ آن‌ها از مطلقات حاصل شود و نوع دیگر آنهایی که نعمهٔ به مطلق و گرفت ایجاد گردد.

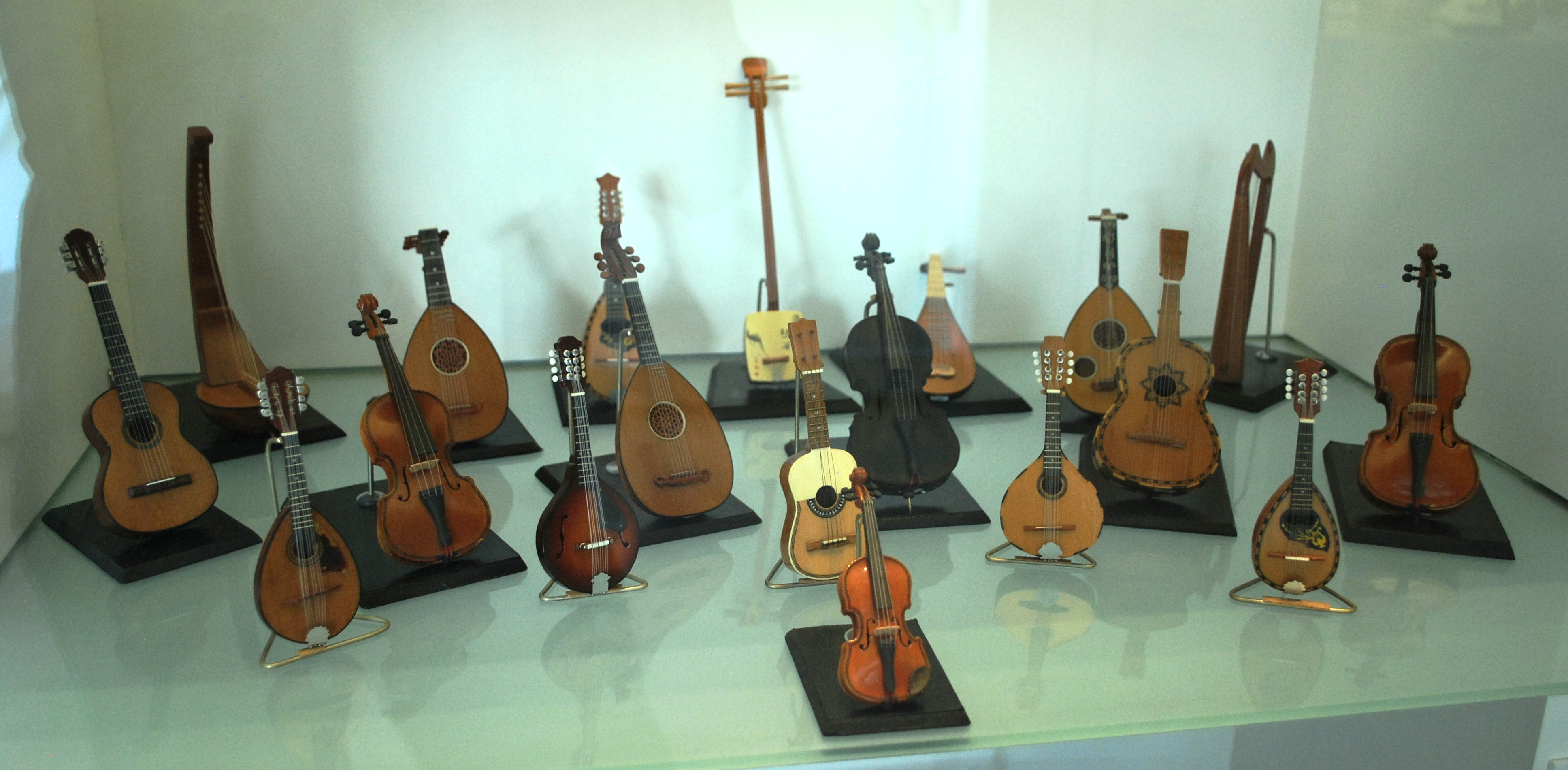
نمونه هایی از ساز زهی

## دسته‌بندی ازنظر ساخت
- بربط‌ها lutes خانواده‌ای از زه‌صداهای مرکب مقید که زه‌های آن‌ها به موازات صفحهٔ ساز کشیده می‌شود.
- چنگ‌ها harps: دسته‌ای از زه‌صداهای مرکب مطلق که زه‌های آن‌ها عمود بر صفحهٔ ساز کشیده می‌شود.
- مَعازف zithers: خانواده‌ای از زه‌صداها با محملی به شکل‌های مختلف برای زه‌ها با یا بدون تشدیدکننده که در آن‌ها تشدیدکننده درصورت وجود، الزاماً جزء جدایی‌ناپذیر ساز به‌شمار نمی‌آید.[۵]

## دسته‌بندی از نظر شیوهٔ نواختن
| تار               |        | سازهای زهی زخمه‌ای با روشی نواخته می‌شوند که در آن با زخمه زدن با انگشت یا مضراب بر عامل مرتعش‌شونده صدا تولید می‌شود. بیشتر سازهای زهی زخمه‌ای از خانواده بربط‌ها هستند ازجمله گیتار، گیتار بیس، سی‌تار، بالالایکا، بانجو، و ماندولین. علاوه بر سازهای زهی زخمه‌ای، گاه در سازهای کمانه‌ای نیز به جای کمانه کشیدن، سیم‌ها با انگشت سبابه کشیده می‌شوند که به این روش، اجرای زخمه‌ای pizzicato یا plucked گفته می‌شود. نوعی اجرای زخمه‌ای که در آن از ناخن استفاده می‌شود زخمه‌ای ناخنی finger nail pizzicato نامیده می‌شود. نوعی اجرای زخمه‌ای که در آن زه با شدت به طرف بالا کشیده می‌شود و در بازگشت به دستهٔ ساز برخورد می‌کند زخمه‌ای شلاقی snap pizzicato یا Bartók pizzicato نام دارد. نوعی از اجرای زخمه‌ای نیز وجود دارد که با یکی از انگشتان دست چپ نواخته می‌شود و زخمه‌ای دست چپ نام دارد. سُرِش زخمه‌ای نوعی اجرای زخمه‌ای است که در آن هم‌زمان با زخمه دست راست، دست چپ با حرکت بر دسته ساز به بالا و پایین سراییده می‌شود. |
| کمانه‌ای یا آرشه‌ای | کمانچه | دسته‌ای از سازهای زهی که زه‌های آن‌ها با استفاده از آرشه یا کمانه به صدا درمی‌آید سازهای کمانه‌ای نام دارند. عمل به صدا درآوردن زه‌های سازهای کمانه‌ای با کمانه را کمانه‌کشی می‌گویند. ویولن و کمانچه نمونه‌ای از سازهای زهی کمانه‌ای هستند. اگر حرکت کمانه از نوک به سمت پاشنه باشد به آن کمانه‌کشی چپ و اگر حرکت کمانه از پاشنه به سمت نوک باشد به آن کمانه‌کشی راست می‌گویند. گاه به هنگام نواختن به جای زه کمانه از چوب کمانه استفاده می‌شود که به آن اجرای چوب‌کمانه‌ای col legno می‌گویند. اجرای چوب‌کمانه‌ای به دو صورت زنشی battuto (با زدن چوب کمانه بر روی سیم‌ها) یا کششی tratto (با کشیدن چوب کمانه بر روی سیم‌ها) انجام می‌شود. به هنگام نواختن، پس از گذری که به شکل زخمه‌ای یا هر شیوهٔ دیگری اجرا می‌شود، برای برگشت به کمانه‌کشی دستوری به نوازندگان داده می‌شود. این دستور با واژه «باکمانه» coll'arco یا arco بیان می‌شود.                                                                                           |
| زهی ضربه‌ای        | سنتور  | در این روش از نواختن، صداها با ضربه زدن بر روی زه یا سیم ایجاد می‌شوند. سنتور از نمونه سازهای زهی ضربه‌ای است. در سازهای زهی کمانه‌ای گاه اجرای چوب‌کمانه‌ای به صورت زنشی (با زدن چوب کمانه بر روی سیم‌ها) انجام می‌شود که این نوع اجرا را می‌توان نوعی نواختن ضربه‌ای به‌شمار آورد. |

## اجزای ساز
- زه chord: رشته‌ای از جنس‌های مختلف که در سازهای زهی بین دو نقطه ثابت می‌شود و بر اثر ارتعاش، صوت موسیقایی ایجاد می‌کند.
- صفحهٔ زیر back: قسمت زیرین یا پشتی جعبهٔ صوتی سازهای زهی
- خَرَک bridge یا ponticello: قطعهٔ کوچکی که زه‌ها را از صفحهٔ صوتی بالاتر نگه می‌دارد.
- پاشنه frog یا heel: بخشی از کمانهٔ سازهای زهی که در دست نوازنده قرار می‌گیرد
- دکمه button: قطعهٔ کوچکی در انتهای سازهایی مانند ویلن که سیم‌ها را به حالت کشیده نگه می‌دارد
- گُل یا شبکه rose :روزن‌های صوتی، معمولاً به شکل گُل، که بر روی صفحهٔ سازهای زهی، به‌ویژه خانوادهٔ بربط‌ها، ایجاد می‌شود تا بین هوای داخل جعبهٔ صوتی و هوای خارج ساز ارتباط برقرار شود.
- زخمه یا مضراب plectrum, pick: ابزاری که برای زخمه زدن به سازهای زهی به کار می‌رود.

## برخی اصطلاحات
- گرفت، اصطلاحی بوده‌است به معنی گرفتن پرده یا انگشت‌گذاری روی سیم. گرفت در برابر مطلق یا دست‌باز سیم بوده‌است. وقتی انگشت بر سیم تکیه نکند، دست‌بازمی‌گفته‌اند و وقتی یکی از انگشتان دست چپ نوازنده روی سیم تکیه کند، گرفت می‌شود.[۶]
- برِ دسته sul tasto, sulla tasteria: دستور یا شیوه‌ای در نواختن سازهای زهی با حرکت کمانه در نزدیکی یا بر روی رودسته
- برِ خرک sul ponticello: دستور یا شیوه‌ای در نواختن سازهای زهیِ زخمه‌ای و کمانه‌ای برای حرکت کمانه در نزدیکی خرک
- بیخِ خرک extreme sul ponticello: دستور یا شیوه‌ای در نواختن سازهای زهیِ زخمه‌ای و کمانه‌ای برای حرکت کمانه در نزدیک‌ترین فاصلهٔ ممکن به خرک
- بیخِ دسته sul tasto extreme, extreme sul tasto: دستور یا شیوه‌ای در نواختن سازهای زهیِ زخمه‌ای و کمانه‌ای برای حرکت کمانه در نزدیک‌ترین فاصلهٔ ممکن به رودسته
- دگرکوک scordatura: کوک غیرمعمول سازهای زهی
- سیم آهنگ chanterelle, cantino, melody string: زیرترین زه در ساز زهی
- منقطع détaché: اجرای نتها در سازهای زهی به‌طور جدا از هم

## در موسیقی ایران
سازهای زهی زخمه‌ای موسیقی ایرانی:
- بربط
- چنگ
- تار
- تار باس
- تاریا
- تنبور
- چنگ
- سه‌تار
- دوتار
- سلانه
- سنتور
- قانون
- غریبانه
- دیوان
- کرشمه
- ساغر
- بم‌تار
- شورانگیز
- بنجو(ساز)

سازهای زهی کمانه‌ای موسیقی ایرانی:
- بم‌صراحی
- صراحی
- قیچک، قیژک
- کمانچه
- کمانچه آلتو
- کمانچه باس

## موسیقی غربی
موسیقی کلاسیک:
سازهای زهی زخمه‌ای:
- گیتار

سازهای زهی کمانه‌ای:
- ویلن
- ویولا یا ویلن آلتو
- ویلن‌سل
- کنترباس

دیگر موسیقی‌های غربی:
- بالالایکا
- دولسیمر
- گیتار
- ماندولین
- لوت